# Rob Bogue
Robert Timothy Bogue, detto Rob (Minden, 27 agosto 1964), è un attore e doppiatore statunitense.
Famoso in Italia per l'interpretazione di A.C. Mallet nella celebre soap opera statunitense Sentieri (Guiding Light).

## Filmografia parziale

### Cinema
- True Blue - Sfida sul Tamigi (True Blue), regia di Ferdinand Fairfax (1996)
- The Definite Maybe, regia di Rob Lobl e Sam Sokolow (1997)
- 24 Nights, regia di Kieran Turner (1999)
- Not Afraid to Say..., regia di Adam Vetri (1999)
- Rattler, regia di Tricia Nolan – cortometraggio (2000)
- In the Weeds, regia di Michael Rauch (2000)
- Heartbreak Hospital, regia di Ruedi Gerber (2002)
- Backseat, regia di Bruce Van Dusen (2005)
- 5up 2down, regia di Steven Kessler (2006)
- Frost, regia di Steve Clark (2008)
- The Good Guy, regia di Julio DePietro (2009)
- Naked Singularity, regia di Chase Palmer (2021)

### Film per la TV
- Matthew Blackheart: Monster Smasher (2002) - Matthew Blackheart
- The Exonerated (2005) - Doyle

### Serie televisive
- Destini (Another World) – serie TV, episodio 6741-6742 (1992)
- Sins of the City (1 episodio) - Rodney Strong
- Trinity (1 episodio, 1998) - Caleb Trevor
- Sex and the City – serie TV, episodio 2x01 (1999)
- Il tocco di un angelo (1 episodio, 1999) - Milton
- Camelot - Squadra emergenza (1 episodio, 2000) - Roger
- Oz (5 episodi, 1999-2000) - Jason Cramer
- I Soprano (1 episodio, 2001) - Ed Restuccia
- The Education of Max Bickford (2 episodi, 2002) - Ron McClain
- Law & Order: Special Victims Unit (1 episodio, 2002) - Kevin Wilson
- Ed (1 episodio, 2002) - Cliff Troobie
- Whoopi (1 episodio, 2004) - Carl
- The Gamekillers (1 episodio) - Voce narrante
- Sentieri (211 episodi, 2005-2008) - A.C. Mallet
- The Following - serie TV, 1 episodio (2013)
- Chicago Fire - serie TV (episodi 8, 9 e 10), Capitano Delaney

## Doppiaggio
- Gabe in Vibrations
- Red in Red Dead Revolver
- Steve Haines in Grand Theft Auto 5

## Doppiatori italiani
Nelle versioni in italiano delle opere in cui ha recitato, Robert Bogue è stato doppiato da:
- Francesco Bulckaen in Oz
- Edoardo Nordio in I Soprano
- Alessandro Maria D'Errico in Sentieri
- Daniele Valenti in Bull
- Riccardo Lombardo in Naked Singularity